# Ктистакис, Вангелис
Вангелис Ктистакис (греч. Βαγγέλης Κτιστάκης) 1908 год — 16 июня 1944 год) — греческий политический деятель, член руководства Коммунистической партии Греции. Участник греческого антифашистского Сопротивления. Убит немецкими оккупантами в Айя, Крит 16 июня 1944 года.

## Биография

### Молодость
Родился в городе Ханья в 1907 году в богатой семье. Его отец владел торговым домом древесины и строительных материалов. Окончив гимназию в середине 1920-х годов, отправился в Германию изучать юриспруденцию и политические науки в берлинском Университете Фридриха Вильгельма (сегодняшний Берлинский университет имени Гумбольдта). В 1930 году окончил учёбу и получил степень доктора. В Берлине увлёкся марксизмом и примкнул к коммунистическому движению в немецкой столице.
Вернулся в Ханья в 1931 году. Был призван в армию и служил в 5-й пехотной дивизии.
В армии познакомился и стал дружен с земляками-коммунистами — интеллектуалами Г. Цитилосом, П. Корнаросом, которые, будучи студентами юридического факультета Афинского университета, были изгнаны за студенческие волнения 1929 года, а также с агрономом Никосом Мариакакисом.
После армии (1933) друзья создали группу коммунистической партии в Ханья. Впоследствии Корнарос и Мариакакис были расстреляны нацистами в числе 200 Первомайцев, Цитилос будет расстрелян во время Гражданской войны в 1948 году.
В своих послевоенных работах Н. Карвунис причисляет Ктистакиса к выдающимся личностям довоенного коммунистического и антифашистского движения в Греции.
Продолжая коммерческое дело отца, занимался коммунистической деятельностью среди населения города и в окружающем регионе, готовя критян к борьбе против надвигающейся угрозы фашизма.
В мае 1934 года начал издавать газету «Свобода», которая издавалась до января 1935 года.
В первой же своей статье, которую он именовал «наша программа», определил цель газеты: «просвещение народа касательно проблемы фашизма и войны, страшной угрозы против человечества, которая вырисовывается на горизонте…». 
Ктистакис призывал земляков к сплочению против фашистской угрозы, независимо от разных идеологий и политических убеждений.
В марте 1934 года был арестован, но после вмешательства населения и местной интеллигенции был освобождён.
В начале 1937 года был выслан на восток острова в Айо-Николаос и вновь вмешательство ханиотов вернуло его в родной город. В марте этого же года он решил действовать в подполье, после чего был объявлен в розыск с наградой в 50 тысяч драхм .

### К диктатуре
Мировая Великая депрессия, начавшаяся в 1929 году, стала особенно ощутимой в Греции в 1932 году. 18 марта 1932 года Греция провозгласила мораторий платежей. Кризис пошатнул правительство Э. Венизелоса, который подал в отставку.
Новое правительство А. Папанастасиу вскоре также ушло в отставку и были объявлены выборы. После выборов было сформировано коалиционное правительство П. Цалдариса — Г. Кондилиса — И. Метаксаса, которое ушло в отставку в январе 1933 года.
Новое правительство Венизелоса провело выборы, на которых победили его противники.
В марте 1933 года было образовано правительство П. Цалдариса, в котором военным министром был Г. Кондилис.
В Греции усилились попытки реставрации монархии. Государственные службы и армия начали зачищаться от сторонников Венизелоса и вместо них стали насаждаться монархисты и сторонники фашизма.
Компартия приступила к формированию антифашистского фронта.

### Ригас Фереос антифашистского восстания
В марте 1934 года по инициативе Ктистакиса в Ханья был создан Комитет фронта антифашистской борьбы. В воззвании временного комитета Ктистакис подписывался от имени «группы интеллигентов».
В начале июня 1934 года был созван Всегреческий антифашистский съезд, в котором приняли участие 1.200 делегатов со всей страны. Делегацию из Ханья (15 человек) возглавил Ктистакис. Сразу из Афин он отправился в Париж, представляя Грецию на Всемирном антифашистском съезде.
В 1935 году генерал Кондилис совершил переворот, стал регентом и осуществил реставрацию монархии (начало 1936). Через несколько месяцев, в августе 1936 года, была установлена диктатура генерала И. Метаксаса. Первыми акциями диктатуры стали аресты людей левых убеждений. Ктистакис был сослан на один из пустынных островов Эгейского архипелага.
Вернувшись из ссылки в 1937 году, до самой своей смерти в 1944 году действовал в подполье. Находясь вне Крита, он не прерывал свои связи с антифашистским комитетом острова.
В 1938 году в Ханья произошло вооружённое военное выступление против диктатуры генерала Метакаса — единственное на тот момент в Европе антифашистское восстание.
Во время восстания Ктистакис находился вне острова, но историк Георгиос Агорастакис в своей книге «Корни левого движения в Ханья» (1988), признавая его заслуги в подготовке восстания, пишет, что, по сути, он был среди руководителей восстания.
Коллективное издание «100+1 χρόνια» считает его одним из основных вдохновителей восстания. Поэтому многие современники и историки именуют его Ригасом Фереосом антифашистского восстания в Ханья, проводя параллель с этим греческим революционером XVIII века, который косвенным образом подготовил Греческую революцию 1821 года.

### Позиция относительно греко-итальянской войны
28 октября 1940 года фашистская Италия вторглась в Грецию из Албании. Греческая армия отразила нападение и перенесла военные действия на территорию Албании.
Никос Захариадис, генеральный секретарь компартии Греции, который находился в тюрьме, в трёх своих письмах обратился к греческому народу с воззванием защитить Отечество, независимо от своего отношения к диктатуре Метакаса. Заключённые греческие коммунисты попросили своей отправки на фронт, в чём им было отказано. Захариадис в своих письмах именовал войну освободительной до выхода греческой армии к государственной границе и считал, что она автоматически становится империалистической с момента вступления армии на территорию Албании.
Кроме «чрезмерного интернационализма» греческих коммунистов, их позиция объяснялась их отношением к проблеме Северного Эпира и политическими установками коминтерна. В значительной степени данная политическая линия касательно войны принадлежит Ктистакису.
Следуя «диалектическому прыжку германо-советского соглашения 23 августа 1939 года (и до следующего диалектического прыжка, 22 июня 1941)», в статье Ктистакиса в газете Ризоспастис, «борьба против фашистского господства» уже не была «основным звеном цепи».
Позже Ктистакис ссылался на следующее: "…в манифесте Коминтерна от 7 ноября 1939 года, Коминтерн призывал : «рабочие и крестьяне не должны верить тем, кто говорят, что война идёт за спасение демократии от фашизма. Эта война ведётся за триумф реакции» .
В статье в Ризоспастис от 30 ноября 1939 года (опубликованной после ареста Ктистакиса), автор писал:«они делают всё возможное, для того чтобы втянуть Грецию в войну на стороне англо-французских империалистов…». и далее: «народ и армия должны решительно противодействовать как планам Муссолини, так и планам англо-французов и их греческих „агентов“. Они должны поставить Грецию на сторону балканских народов и Советского Союза и СОВМЕСТНОЙ защиты независимости и целостности своих стран, за прекращение войны, восстановление мира во всём мире и свободы» .
Впоследствии Ктистакис приходит к выводу: «в период греко-итальянской войны, поскольку партия следовала инструкциям коминтерна, которые ставили своей фундаментальной задачей борьбу за создание балканской коалиции, при поддержке Советского Союза, она была должна принять позицию против войны» .
Письмо Ктистакиса и позиция (старого) ЦК партии были идентичными и предшествовали посланиям Н. Захариадиса. Позиция греческих коммунистов следовала идеологеме интернационализма и в своём манифесте от 7 декабря 1940 года среди прочего говорила: «эта война, вызванная королевско-метаксийской бандой по приказу английских империалистов, не может иметь и малейшего отношения с защитой Отечества. Мы должны прежде всего свергнуть королевско-метаксийскую банду, которая ввергла нас в войну. Мы должны предложить мир без аннексий и репараций и обеспечить нашу нейтральность по отношению к продолжающейся войне империалистов, ориентируясь на Советский Союз. Призываем наших бойцов отказаться воевать за пределами границ нашего Отечества. Что мы ищем в Албании? Куда нас ведут?»
Отметим, что генсек Н. Захариадис, написав первое послание о защите Отечества, месяцами жил с агонией подтверждения или нет предложенной им политической линии. Как свидетельствовал сам Захариадис, «только 22 июня 1941 года я окончательно успокоился, убедился, что так должно было быть сделано» .

### Оккупация
Одним из следствий разгрома партийных организаций охранкой генерала Метаксаса была атмосфера оправданных и неоправданных подозрений в рядах партии. Эта атмосфера затронула и Ктистакиса.
Уже с началом тройной, германо-итало-болгарской оккупации Греции, на пленуме партии в июле 1941 года, Ктистакис был исключён из партии и оказался в «политическом карантине», подозреваемый в шпионаже. Его «карантин» продлился почти 3 года, до 1943, но он остался верен борьбе.
В 1943 году он был вновь принят в партию и весной 1944 года был назначен представителем Крита в правительстве гор (ΠΕΕΑ).
В том же 1944 году он был назначен секретарём партии на Крите.

### Смерть
Ктистакис тайно добрался до Крита, где стал секретарём Критского бюро компартии Греции.
В тот период на острове начал действовать 14-й полк  Народно-освободительной армии Греции  (ЭЛАС). Англичане, получившие информацию о прибытии Ктистакиса на остров, решили убрать его с политической сцены. Они знали о его организационных способностях и не хотели, чтобы борьба вышла за предписанные ими рамки.
Г. Агорастакис считает, что информация о Ктистакисе была получена немцами от англичан.
Ктистакис, с поддельными документами, снимал дом в самом неожиданном, еврейском, квартале Ханья, откуда всего несколькими неделями до этого были депортированы, а затем погибли, сотни критских евреев во время потопления парохода «Данаи».
13 июня 1944 года Ктистакис был арестован в совместной облаве гестаповцев и греческих жандармов в еврейском квартале Ханья.
Он успел сжечь документы и записки, но его фальшивое удостоверение не спасло его от ареста сержантом жандармерии Дзейраниса: «8 лет я гонялся за ним и оставить его?», ответил Дзейранис жандарму, который сделал тому знак промолчать.
2 дня его пытали в тюрьме пригорода Айя.
16 июня на рассвете шли приготовления его расстрела, вместе с одним немецким и двумя итальянскими антифашистами. Его казнь была запланирована на «Голгофе» Айи, на месте расстрела борцов Сопротивления из Ханья.
Однако Ктистакис не дошёл до «Голгофы». По пути на «Голгофу» Ктистакис обратился к немецким солдатам на их родном языке, объясняя, кто он такой, за что боролся, почему Германия проиграет войну. Он был растерзан на месте. Трагическим был тот факт, что если бы Ктистакис дошёл до места расстрела, то была большая вероятность, что он был бы спасён, поскольку отряд ЭЛАС, находившийся в засаде, был готов его освободить. Убийство Ктистакиса потрясло Крит, но движение Сопротивления усилилось.

## Семья
Ктистакис был женат на Евгении Палиду. Единственный сын, Яннис, утонул во время подводной рыбалки с ружьём в Ханья 10 мая 1956, в возрасте 20 лет.

## Сочинения
- Ответственность судовладельцев («Η ευθύνη των εφοπλιστών», Βερολίνο 1930.
- Объективная достаточность продуктов потребления («Αντικειμενική επάρκεια σε είδη κατανάλωσης»)
- Достаточность продуктов потребления («Επάρκεια σε είδη κατανάλωσης»)
- Характер Национально-освободительного фронта, крестьянский вопрос («Ο χαρακτήρας του ΕΑΜ, το αγροτικό πρόβλημα»)
- Финансовая проблема страны («Το δημοσιονομικό πρόβλημα της χώρας»).